# رویچووتسی
رویچووتسی (به بلغاری: Ruychovtsi) یک منطقهٔ مسکونی در بلغارستان است که در شهرستان گابروو واقع شده‌است.